# Trịnh Hoài Đức
Trịnh Hoài Đức ( 1765 - 1825), còn có tên là An (安), tự Chỉ Sơn , hiệu Cấn Trai; là một công thần của triều Nguyễn, là một nhà thơ, nhà văn và là một sử gia nổi tiếng của Việt Nam trong thế kỷ 18-19. Sinh thời, ông từng được vua nhà Nguyễn ban tước An Toàn hầu .
Đặc biệt, quyển Gia Định thành thông chí của ông cho đến nay vẫn được xem là một trong những sử liệu quan trọng nhất cho các nhà nghiên cứu sử học và địa lý của Nam Bộ.

## Thân thế và sự nghiệp
Tổ tiên ông vốn là người Phúc Kiến (Trung Quốc), sang Đàng Trong (thuộc Việt Nam ngày nay) thời chúa Nguyễn Phúc Tần ; trước ngụ ở Phú Xuân (Huế), sau vào ở Trấn Biên (vùng Biên Hòa ngày nay).
Cha ông tên là Khánh, vốn dòng dõi khoa hoạn, được chúa Nguyễn Phúc Khoát thu dụng, cho làm An Dương Cai thủ, rồi làm Chấp canh tam trường Cai đội .
Năm lên 10, cha mất, Trịnh Hoài Đức theo mẹ vào sống ở Gia Định, theo học với thầy Võ Trường Toản tại Hòa Hưng (nay thuộc quận 10, Thành phố Hồ Chí Minh). Trong số bạn học của ông lúc bấy giờ, có Ngô Tùng Châu và Lê Quang Định, về sau cũng đều là công thần của nhà Nguyễn.
Khi quân Tây Sơn vào Nam, ông chạy sang Chân Lạp (Campuchia ngày nay) .
Năm Mậu Thân (1788), sau khi đánh lấy được Gia Định, chúa Nguyễn Phúc Ánh cho mở khoa thi để chọn người giúp việc. Trịnh Hoài Đức đỗ khoa ấy, được bổ làm Hàn lâm chế cáo. Đến năm sau (1789), ông được bổ làm Tri huyện ở Tân Bình , rồi được kiêm làm Điền Tuấn trông coi việc khai khẩn đất đai ở Gia Định. Sách Quốc triều sử toát yếu chép:
"Năm Kỷ Dậu (1789), tháng 6,...mới đặt quan Điền tuấn (coi về sự cày cấy làm ruộng), cho bọn Hàn lâm chế cáo là Trịnh Hoài Đức, Lê Quang Định, Ngô Tùng Châu, Hoàng Minh Khánh, cả thảy 12 người kiêm việc này....
Tháng 3 năm Quý Sửu (1793), ông lãnh chức Đông Cung Thị Giảng. Tháng 11 năm đó, ông được cử theo Đông Cung Cảnh (Nguyễn Phúc Cảnh) ra giữ thành Diên Khánh.
Năm sau (Giáp Dần, 1794), ông được thăng làm ký lục Trấn Định Tường, rồi được bổ làm Hộ bộ Hữu Tham tri.
Năm Tân Dậu (1801), khi chúa Nguyễn mang quân ra đánh lấy Phú Xuân, Trịnh Hoài Đức lo việc gặt hái ở Quảng Nam và Quảng Ngãi để tiếp vận quân lương .
Tháng 5 năm Nhâm Tuất (1802) chúa Nguyễn lên ngôi ở Phú Xuân, lấy niên hiệu là Gia Long. Sau đó, ông được phong làm Thượng thư bộ Hộ, đồng thời sung làm Chánh sứ sang Thanh (Trung Quốc). Cùng đi với ông hai Phó sứ là Hữu Tham tri bộ Binh Ngô Nhân Tịnh (hay Tĩnh) và Hữu Tham tri bộ Hình Hoàng Ngọc Uẩn .
Năm 1808, ông được bổ làm Hiệp trấn Gia Định Thành, phụ tá cho Tổng trấn Nguyễn Văn Nhơn (hay Nhân). Năm 1812, ông được bổ nhiệm làm Lễ bộ Thượng thư, kiêm quản Khâm thiên giám. Năm 1813 lại đổi làm Lại bộ Thượng thư. Năm 1816 ông lại được bổ nhiệm làm Hiệp Tổng trấn Gia Định Thành lần thứ hai. Sau khi, Tổng trấn Nhơn về kinh, ông tạm giữ quyền Tổng trấn (1820).
Đầu năm Canh Thìn (1820), vua Minh Mạng lên nối ngôi. Sau đó, nhà vua cho triệu ông về kinh làm Lại bộ Thượng thư như trước, lại kiêm cả Binh bộ Thượng thư, đồng thời sung chức Phó Tổng tài Quốc sử giám, thăng Hiệp biện Học sĩ. Kiêm lĩnh nhiều việc quan trọng, sợ mình không làm tròn, ông đã từ chối đôi ba lượt; nhưng vì vua Minh Mạng tỏ lòng ưu ái nên ông đành phải vâng mạng . Tháng 5 (âm lịch) năm đó, nhà vua xuống chiếu cầu sách cũ. Trịnh Hoài Đức dâng lên quyển Gia Định thành thông chí (do ông biên soạn) và quyển Bột di ngư văn thảo (của Mạc Thiên Tứ).
Tháng 9 năm Tân Tỵ (1821), nhà vua ngự giá ra Bắc, ông được đi theo. Khi về, ông dâng lên vua hai quyển là Lịch đại kỷ nguyên và Khang tế lục
Năm 1822, ông được cử làm Giám khảo kỳ thi ân khoa.
Năm 1823, thấy mình già yếu, ông dâng sớ xin từ quan. Vua Minh Mạng sai đại thần Phạm Đăng Hưng đến thăm và lưu ở lại, ông đành phải xin về nghỉ dưỡng 3 tháng. Mãn hạn nghỉ phép, ông trở ra Huế, nhà vua ban cho ông 2.000 quan tiền và vật liệu để ông làm nhà ở phía cửa Đông ngoài thành.
Tháng 2 năm Tân Tỵ (1825), Trịnh Hoài Đức mất vì bệnh tại Huế, thọ 61 tuổi. Vua bãi triều 3 ngày, truy tặng ông là Thiếu bảo Cần chánh điện Đại học sĩ, ban tên thụy là Văn Khắc, phái Hoàng tử Miên Hoằng đưa linh cữu của ông về Gia Định. Khi linh cữu của ông về tới nơi, Tổng trấn Lê Văn Duyệt đã đích thân tới phúng điếu và đi đưa tới huyệt tại làng Bình Trúc (hay Trước; nay là tại khu phố III, thuộc phường Trung Dũng, TP. Biên Hòa)..
Năm Tự Đức thứ 5 (1852), bài vị của ông đưa đưa vào trong miếu Trung Hưng Công Thần; và đến năm 1858, lại được đưa vào thờ trong đền Hiền Lương.
Ngày 27 tháng 12 năm 1990, khu lăng mộ của Trịnh Hoài Đức và người vợ chính (họ Lê) được xếp vào di tích di tích Văn hóa - lịch sử quốc gia. 
Trịnh Hoài Đức có một người con trai là Trịnh Hoài Cẩn, được vua Thiệu Trị gả em gái là Tân Hòa Công chúa Đoan Thận (con gái thứ 13 của vua Minh Mạng), phong làm Phò mã Đô úy. Phò mã Cẩn và công chúa mất vào năm Tự Đức thứ 19 (1866).

## Tác phẩm

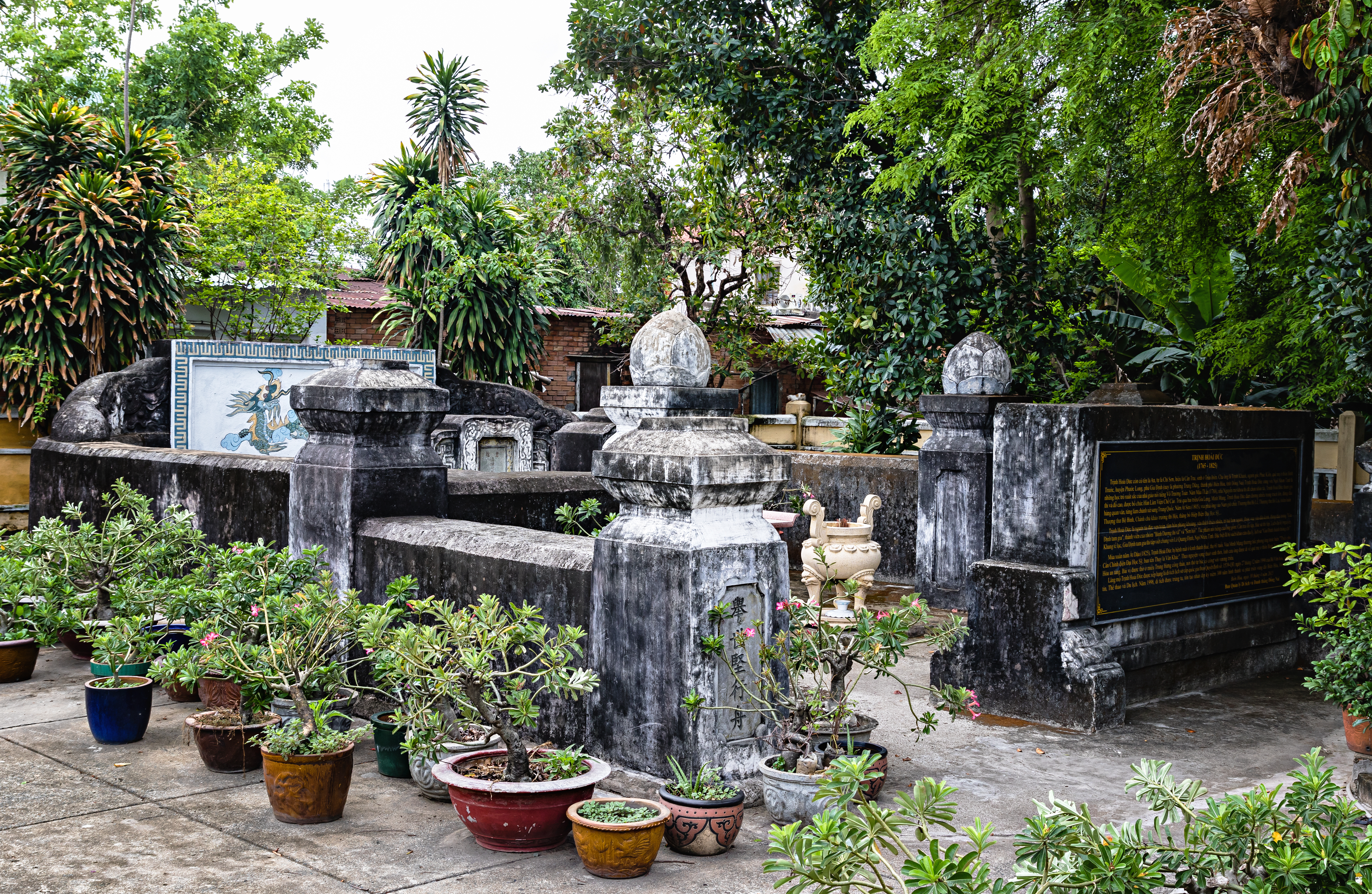
Mộ Trịnh Hoài Đức trong một con hẻm nhỏ tại TP Biên Hòa

Tác phẩm bằng chữ Hán của Trịnh Hoài Đức có:
- Cấn Trai thi tập: gồm 3 tập: Thối thực truy biên tập, Quan quang tập, Khả dĩ tập. Là những bài thơ làm từ năm 1783 đến năm 1819, được khắc in năm 1819.
- Bắc sứ thi tập: gồm những bài thơ làm khi đi sứ sang nhà Thanh.
- Gia Định tam gia thi tập: tức tập thơ của tam gia Gia Định, là: Trịnh Hoài Đức, Ngô Nhân Tịnh, Lê Quang Định.
- Đi sứ cảm tác: là tập gồm 18 bài viết theo kiểu liên hoàn chữ Nôm[15].

Nhìn chung, thơ Trịnh Hoài Đức thường là thơ thất ngôn bát cú; và đề tài thường là "trữ tình", hay miêu tả "cảnh vật, sinh hoạt" của nhân dân ở những nơi ông ở hoặc đi qua.
- Lịch đại kỷ nguyên
- Khang tế lục
- Gia Định thành thông chí: gồm 6 quyển, viết bằng chữ Hán, không có lời tựa, nên không biết tác giả biên soạn vào năm nào và trong hoàn cảnh nào. Chỉ biết là sách hoàn thành trong đời Gia Long, cho nên ngay khi vua Minh Mạng xuống chiếu cầu sách cũ (1820), ông đã đem dâng lên. Nội dung bộ sách ghi chép khá đầy đủ về núi sông, cửa biển, phong tục, sản vật, con người ở Gia Định (Nam Bộ ngày nay),... Đây là một công trình được nhiều nhà nghiên cứu đánh giá cao, và đã được dịch ra tiếng Pháp từ cuối thế kỷ 19[16].

## Sách tham khảo chính
- Quốc sử quán triều Nguyễn, Quốc triều sử toát yếu. Bản dịch do Nhà xuất bản Văn học ấn hành năm 2002.
- Huỳnh Minh, Gia Định xưa, Nhà xuất bản Thanh Niên in lại năm 2001.
- Triêu Dương, mục từ "Trịnh Hoài Đức" trong Từ điển văn học (bộ mới). Nhà xuất bản Thế giới, 2004.
- Trịnh Vân Thanh, Thành ngữ - Điển tích - Danh nhân Từ điển (quyển 2). Nhà xuất bản Hồn Thiêng, Sài Gòn, 1967.
- Bùi Văn Vượng, "Trịnh Hoài Đức và Gia Định thành thông chí", bài viết in trong Tổng tập dư địa chí Việt Nam (tập 3). Nhà xuất bản Thanh Niên, 2012.